# Móng Vuốt Chim
Móng Vuốt Chim, còn được gọi là "Động Vật Xương I" và Ete I (?—537?) là một nhà vua Maya của thành phố Tikal. Mộ ông có được liên kết là "Bàn thờ 8" (Stelae 8). Ông mang một "cái tên cao cấp" nhưng không có biểu tượng Tikal.